# Isonychus marmoreus
Isonychus marmoreus är en skalbaggsart som beskrevs av Hermann Burmeister 1855. Isonychus marmoreus ingår i släktet Isonychus och familjen Melolonthidae. Inga underarter finns listade i Catalogue of Life.